# Roland Gebauer
Roland Gebauer (* 1955 in Frankfurt am Main) ist ein deutscher evangelisch-methodistischer Theologe und war langjähriger Rektor und Professor für Neues Testament der Theologischen Hochschule Reutlingen.

## Leben und Wirken
Gebauer absolvierte 1976/77 ein Volontariat bei der Evangelischen Nachrichtenagentur Idea und studierte danach bis 1983 Evangelische Theologie in Frankfurt am Main und Erlangen, bevor er dort nochmals für ein Jahr als Redakteur arbeitete. Von 1984 bis 1993 war er Wissenschaftlicher Assistent und Akademischer Rat an der Universität Erlangen. Zwischen 1995 und 1998 war er Pastor der Evangelisch-methodistischen Kirche in Wetzlar. 1987 promovierte er mit seiner Dissertation über Das Gebet bei Paulus: forschungsgeschichtliche und exegetische Studien. 1996 folgte seine Habilitation mit seiner Arbeit über Paulus als Seelsorger: ein exegetischer Beitrag zur praktischen Theologie.
Von 1997 bis 2006 arbeitete Gebauer als Privatdozent an der Justus-Liebig-Universität Gießen. Seit 1998 doziert er als Professor für Neues Testament an der Theologischen Hochschule Reutlingen; ab 2001 war er dort Prorektor und von 2013 bis zu seinem Ruhestand 2021 Rektor. Seit 2022 ist er Vorsitzender des Trägervereins der Freien Evangelischen Schule Reutlingen.
Gebauer ist stellvertretender Vorsitzender des Arbeitskreises für evangelikale Theologie, Mitherausgeber der Zeitschrift Theologie für die Praxis und Autor etlicher Fachpublikationen.

## Privates
Roland Gebauer ist verheiratet, hat drei Kinder und wohnt in Reutlingen.

## Veröffentlichungen
- Das Gebet bei Paulus. Forschungsgeschichtliche und exegetische Studien (zugl. Univ., Diss., 1987/88), Brunnen Verlag, Gießen 1989, ISBN 3-7655-9349-4.
- Paulus als Seelsorger. Ein exegetischer Beitrag zur praktischen Theologie (zugl. Univ., Habil.-Schr., 1995/96), Calwer Verlag, Stuttgart 1997, ISBN 3-7668-3512-2.
- Die Apostelgeschichte, 2 Bände, hrsg. von Walter Klaiber:
  - Band 1. Die Apostelgeschichte (Apg 1–12), Neukirchener Verlagsgesellschaft, Neukirchen-Vluyn 2014, ISBN 978-3-7887-2864-9.
  - Band 2. Die Apostelgeschichte (Apg 13–28), Neukirchener Verlagsgesellschaft, Neukirchen-Vluyn 2015, ISBN 978-3-7887-2890-8.

als Herausgeber
- mit Martin Karrer und Martin Meiser (Hrsg.): Otto Merk: Wissenschaftsgeschichte und Exegese (gesammelte Aufsätze zum 65. Geburtstag), Verlag Walter de Gruyter, Berlin 1998, ISBN 978-3-11-016191-5.
- mit Martin Meiser: Die bleibende Gegenwart des Evangeliums. Festschrift für Otto Merk zum 70. Geburtstag, Elwert Verlag, Marburg 2003, ISBN 978-3-7708-1232-5.
- Otto  Merk: Wissenschaftsgeschichte und Exegese. Band 2: Gesammelte Aufsätze 1998–2013, Verlag Walter de Gruyter, Berlin 2014, ISBN 978-3-11-035430-0.